# Memo Mail

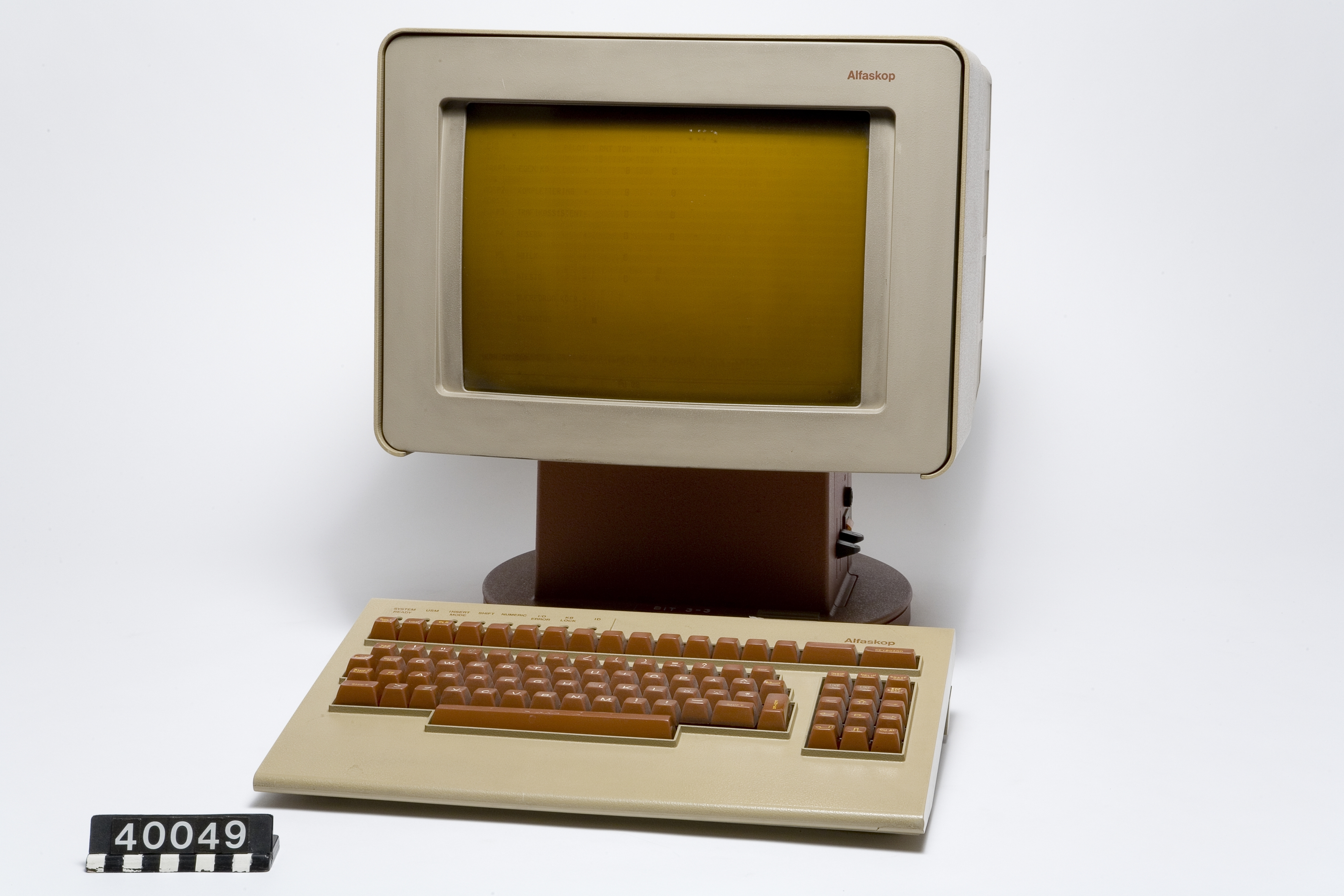
Alfaskop 4110-terminalen, en typisk terminal som användes för att läsa Memo Mail.

Memo Mail var ett stordatorbaserat e-postsystem som hade stor spridning innan internets e-postlösningar slog igenom.

## Historia
1979 anlitade Volvo Data en konsult vid namn Björn Sellgren från IBM. Volvo hade som vision att det skulle finnas en terminal på varje skrivbord och Sellergren tog fram en applikation som hette Help där användare kunde utbyta textmeddelanden med hjälpdesken. Hela idén blev så populär att det skulle utvecklas till ett e-postsystem som blev Memo.
Andra företag hörde talas om Memo och ville köpa det från Volvo. 1985 formades Verimation av Volvo och Ericsson (Verimation = Volvo-Ericsson Automation) för att marknadsföra och sälja Memo ut i världen. Ericsson började använda Memo intensivt i den egna organisationen via Alfaskop-terminaler: i februari 1986 angav man att man lade till 20 nya användare per dag och att samtliga 5500 fast anställda hade tillgång till Memo. Systemet användes för att kommunicera globalt inom företaget, bland annat mellan Sverige och Australien.
Runt 1988 noterades Verimation på Stockholmsbörsen. Det var då Verimation började ansvara för produktutvecklingen, även om man hade nära samarbete med Volvo. 1990 kom kalenderfunktionen till Memo, vilket visade sig vara nödvändigt för att kunna sälja systemet i USA. Andra unika funktioner för den tiden var inbyggt arbetsflöde och ett API som kunde användas av andra stordatorapplikationer.
Höjdpunkten för Memo var 1992 när det användes av närmare 800 av världens största företag och hade flera miljoner användare. Många fortsatte att använda 3270-terminalen (ofta en emulator på PC:n) men Verimation tog fram klienter för många olika plattformar inklusive UNIX, Macintosh, DOS, OS/2 och Windows. Man hade också kopplat ihop så gott som alla Memosystem i Sverige genom SIL (Scandinavian Info Link) och Verimation hade gatewayservrar för Internet och X.400. Den första gatewayen, Memo on NT, kommunicerade med stordatorn med SNA, eftersom TCP/IP inte fanns för stordatormiljön vid den tiden. Den senare versionen, Memo Integrator, kunde också använda TCP/IP vilket då blivit tillgängligt och mer vanligt.
1998 avnoterades Verimation efter att ha blivit uppköpt av Netsys, som var uppbackat av sjätte AP-fonden. År 2000 gick Netsys i konkurs och Memoverksamheten förvärvades av Technology Nexus.
Ikea bytte ut Memo 2010 som ett av de sista större användarföretagen.